# 普羅列塔爾西克 (伊奇尼亞區)
50°54′1″N 32°45′38″E / 50.90028°N 32.76056°E
普羅列塔爾西克（烏克蘭語：Боярщина），是烏克蘭北部的村莊，隸屬切爾尼希夫州的普里盧基區。該村始建於1700年，面積0.07平方公里，海拔高度166米，2001年人口66。